# Primer interventor

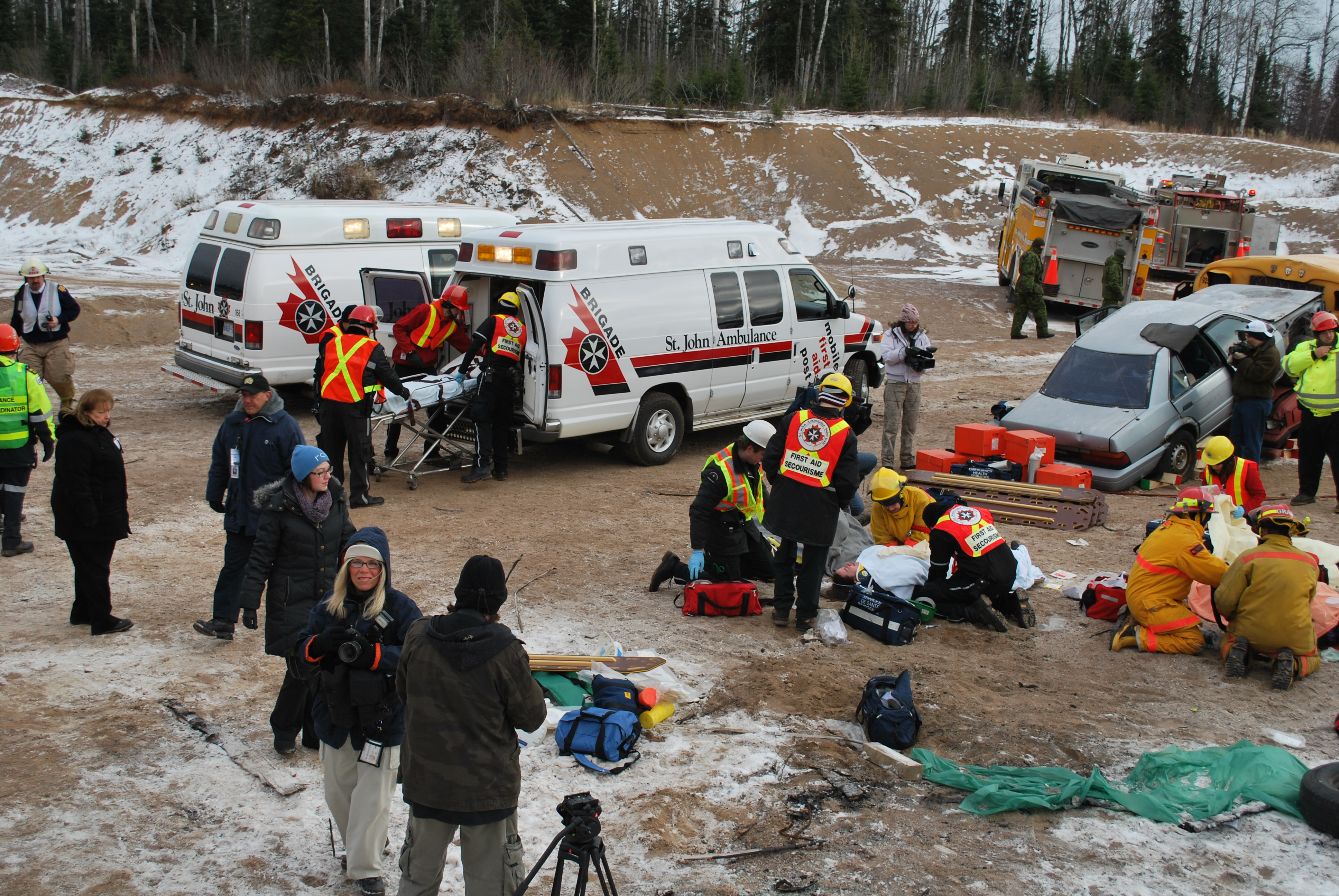
Primers interventors durant una emergència

El concepte de Primer interventor o primera interventora designa, en l'àmbit de la sanitat, la persona que intervé en primer lloc en una situació d'emergència mentre s'espera l'arribada dels serveis mèdics especialitzats. Es tracta d'una persona que ha rebut formació específica avançada en primers auxilis, per exemple en reanimació cardiopulmonar, i en gestió d'emergències. Aquest concepte s'utilitza en el si de diversos col·lectius, com ara els bombers, la policia o personal de protecció civil, que poden actuar, per exemple, en casos d'accidents de trànsit.

## Etimologia
És una denominació paral·lela a formes que ja es documenten en castellà (primer interviniente) i en francès (premier intervenant). La proximitat amb la forma interventor -a de l'àmbit de l'economia no es considera un inconvenient, atès que es tracta d'àmbits d'ús molt allunyats.